# Hirschwalde (Kreis Friedland)
Hirschwalde ist der Name eines untergegangenen Ortes in der polnischen Woiwodschaft Ermland-Masuren. Die Ortsstelle gehört zum Bereich der Gmina Bartoszyce (Landgemeinde Bartenstein) im Powiat Bartoszycki (Kreis Bartenstein).
Die Ortsstelle von Hirschwalde liegt unmittelbar an der Grenze zur russischen Oblast Kaliningrad (Gebiet Königsberg (Preußen)). Bis zur Kreisstadt Bartoszyce sind es zwölf Kilometer in südlicher Richtung.
Der vor 1905 noch Hirschwald genannte Ort war bis 1928 ein Vorwerk zum Gutsbezirk Polkitten (polnisch Pełkity) im Kreis Friedland in Ostpreußen. Im Jahre 1905 zählte Hirschwalde 20 Einwohner. Nachdem sich 1928 die Landgemeinde Polkitten und der Gutsbezirk Polkitten – seit 1927 zum nunmehr in „Kreis Bartenstein“ umbenannten Friedländer Kreis gehörend – zur neuen Landgemeinde Polkitten zusammengeschlossen hatten, wurde Hirschwalde ein Wohnplatz dieser neuen Landgemeinde und blieb es bis 1945.
Im Jahre 1945 kam in Kriegsfolge das gesamte südliche Ostpreußen zu Polen. Hirschwalde lag unmittelbar in dem Grenzgebiet zum nördlichen Ostpreußen, das in seiner Gesamtheit an die Sowjetunion fiel. Diese Grenzlage machte eine Neubesiedlung des Ortes nicht möglich. Ob er eine polnische Namensform bekam, ist nicht bekannt. Hirschwalde gilt als verwaist und untergegangen.
Bis 1945 war Hirschwalde in die evangelische Kirche Schönbruch (Nordteil russisch Schirokoje, Südteil polnisch Szczurkowo) in der Kirchenprovinz Ostpreußen der Kirche der Altpreußischen Union, außerdem in die römisch-katholische Kirche Bartenstein im damaligen Bistum Ermland eingepfarrt.